# Fuerza Armada de El Salvador
La Fuerza Armada de El Salvador (FAES) es una institución permanente al servicio  de la nación. Es obediente, profesional, apolítica y no deliberante. Su misión es la defensa de la soberanía del Estado y la integridad del territorio. La Fuerza Armada está estructurada orgánicamente por el Ejército de El Salvador, la Fuerza  Aérea de El Salvador, la Marina Nacional y las Unidades de Apoyo Institucional.

## Historia

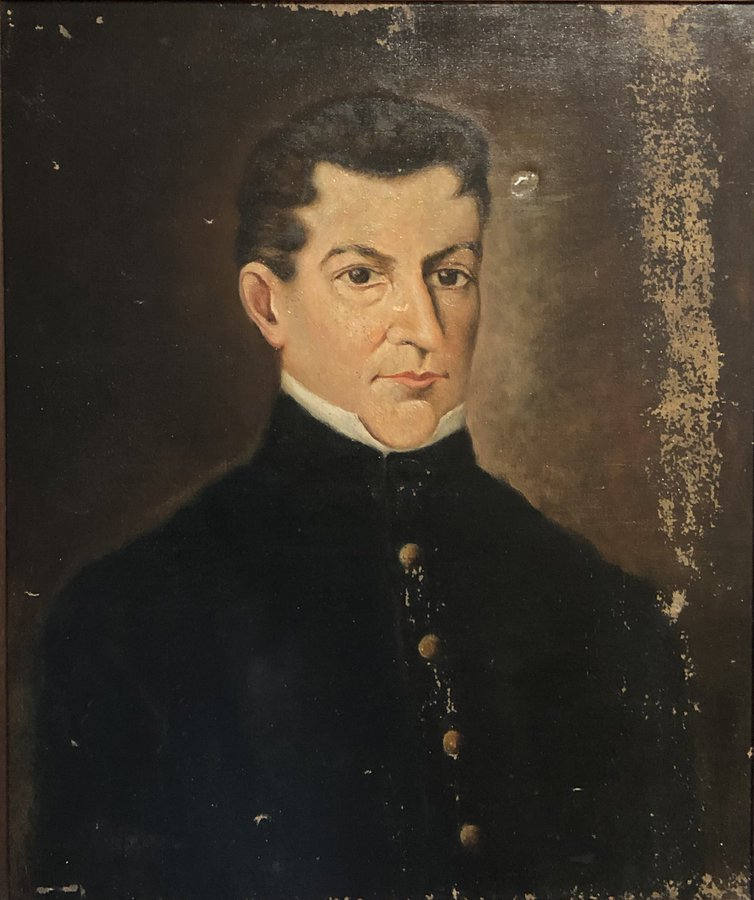
Manuel José Arce

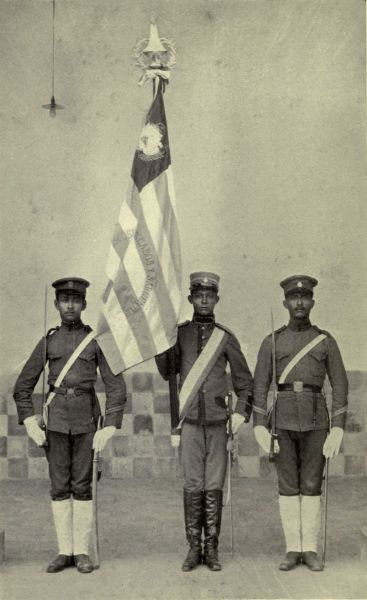
"Los colores". La bandera salvadoreña, apoyada por cadetes de la Escuela de Cabos y Sargentos.

Cadetes de la Escuela Militar.

La Fuerza Armada de El Salvador fue creada por el General Manuel José Arce el 7 de mayo de 1824 con el nombre de "Legión de La Libertad del Estado del Salvador", esta fecha se conmemora anualmente como el Día del Soldado Salvadoreño. Desde 1931 la Fuerza Armada dominó el gobierno de El Salvador hasta el golpe de Estado que derrocó al presidente Carlos Humberto Romero en 1979.

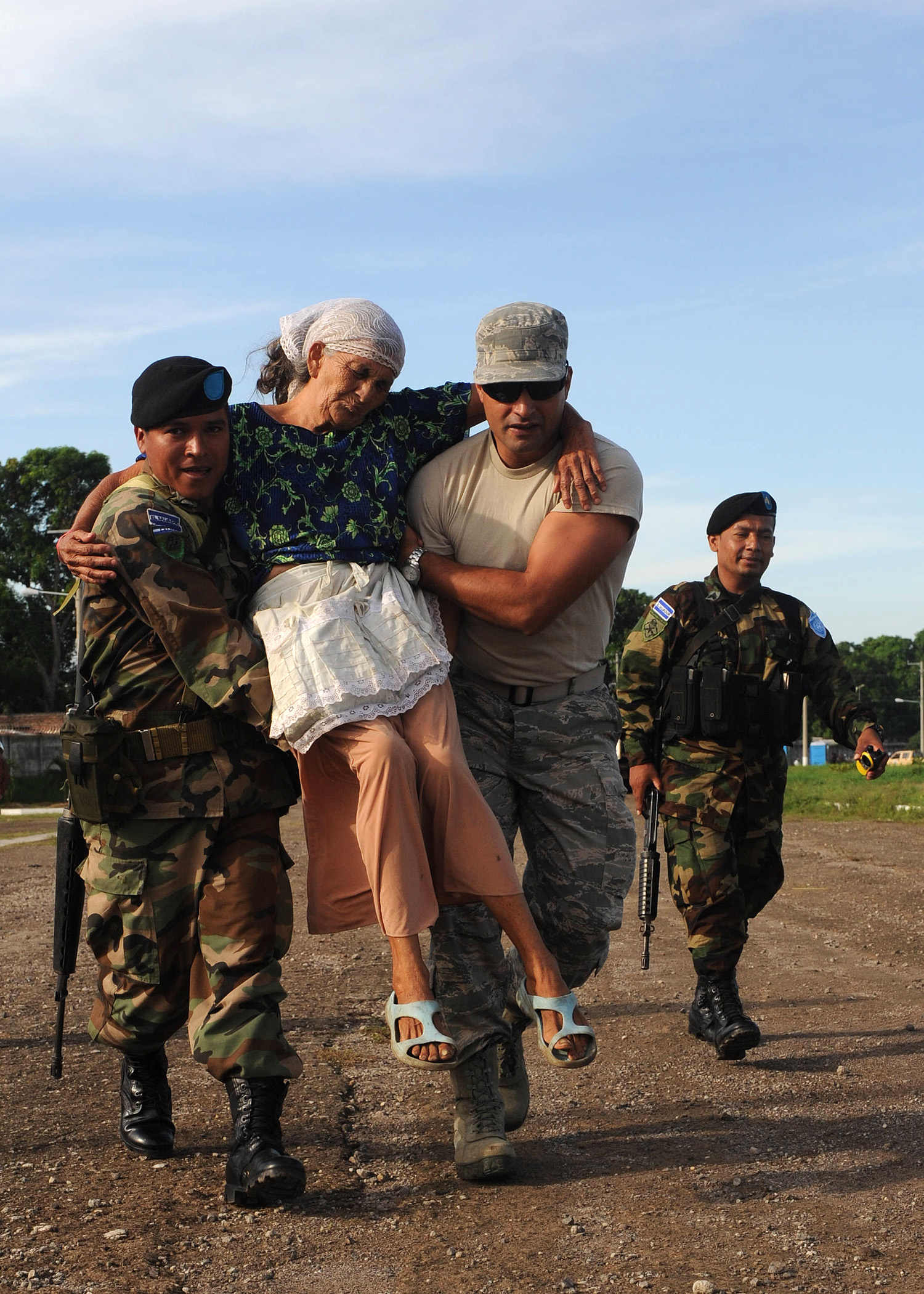
Acajutla, Sonsonate El Salvador (19 de julio de 2011) El aviador César Salgado Díaz, de Bogotá, Colombia, y un soldado salvadoreño llevan a una mujer de una sala de espera a una clínica

Durante la guerra civil de El Salvador (1979-1992) la FAES llegó a tener hasta 65.000 hombres en uniforme en la lucha contra la guerrilla del FMLN. Los Acuerdos de Paz de Chapultepec que pusieron fin a la guerra civil que vivió El Salvador en la década de 1980, reformaron totalmente la doctrina y política de la Fuerza Armada, sometiéndola al poder civil y reformando su sistema educativo.
Actualmente la FAES cuenta con unos 25 000 elementos activos, 9900 de reserva; en total cuenta con 40 000 efectivos aproximadamente.

## Composición y organización

### Organismos Superiores
Comandancia General de la Fuerza Armada 
Es ejercida por el presidente de la República, en su carácter de 
comandante general de la Fuerza Armada. Entre sus atribuciones constitucionales se encuentran:
- Organizar y mantener la Fuerza Armada y conferir los grados militares de conformidad con la ley;
- Disponer de la Fuerza Armada para el mantenimiento de la soberanía, el orden, la seguridad y la tranquilidad de la República, y llamar al servicio la fuerza necesaria, además de la permanente, para cumplir tales fines;
- Dirigir la guerra y hacer la paz, y someter inmediatamente el tratado que celebre con este último fin a la ratificación de la Asamblea Legislativa.

Otras facultades:
- Proveer lo que fuere necesario para que la Fuerza Armada mantenga su eficiencia operativa y cuente con los elementos humanos y materiales indispensables para el cometido de las funciones que la Constitución demás leyes le asignan;
- Nombrar, remover, aceptar renuncias y conceder licencias a los miembros de la Fuerza Armada;
- Resolver en última instancia, los recursos que se interpongan en contra de las resoluciones de las Cortes Marciales, con arreglo a las leyes correspondientes; y
- Dictar los decretos, acuerdos, órdenes y providencias que tengan por finalidad organizar la defensa nacional, en la forma establecida en la Constitución.

Asimismo, el presidente de la República y comandante general de la Fuerza Armada ejerce la dirección político-militar de 
la institución, por medio del Ministro de la Defensa Nacional, y es asistido por un Estado Mayor Presidencial.
Ministerio de la Defensa Nacional
El Ministerio de la Defensa Nacional está integrado por el ministro y el Viceministro de la Defensa; y las Direcciones Administrativas y las Jefaturas de Departamento con su personal subalterno. Asesoran directamente a esta Secretaría de Estado, la Junta de jefes de Estado Mayor y otros entes que precise en su misión, tales como los Estados Mayores Especiales.

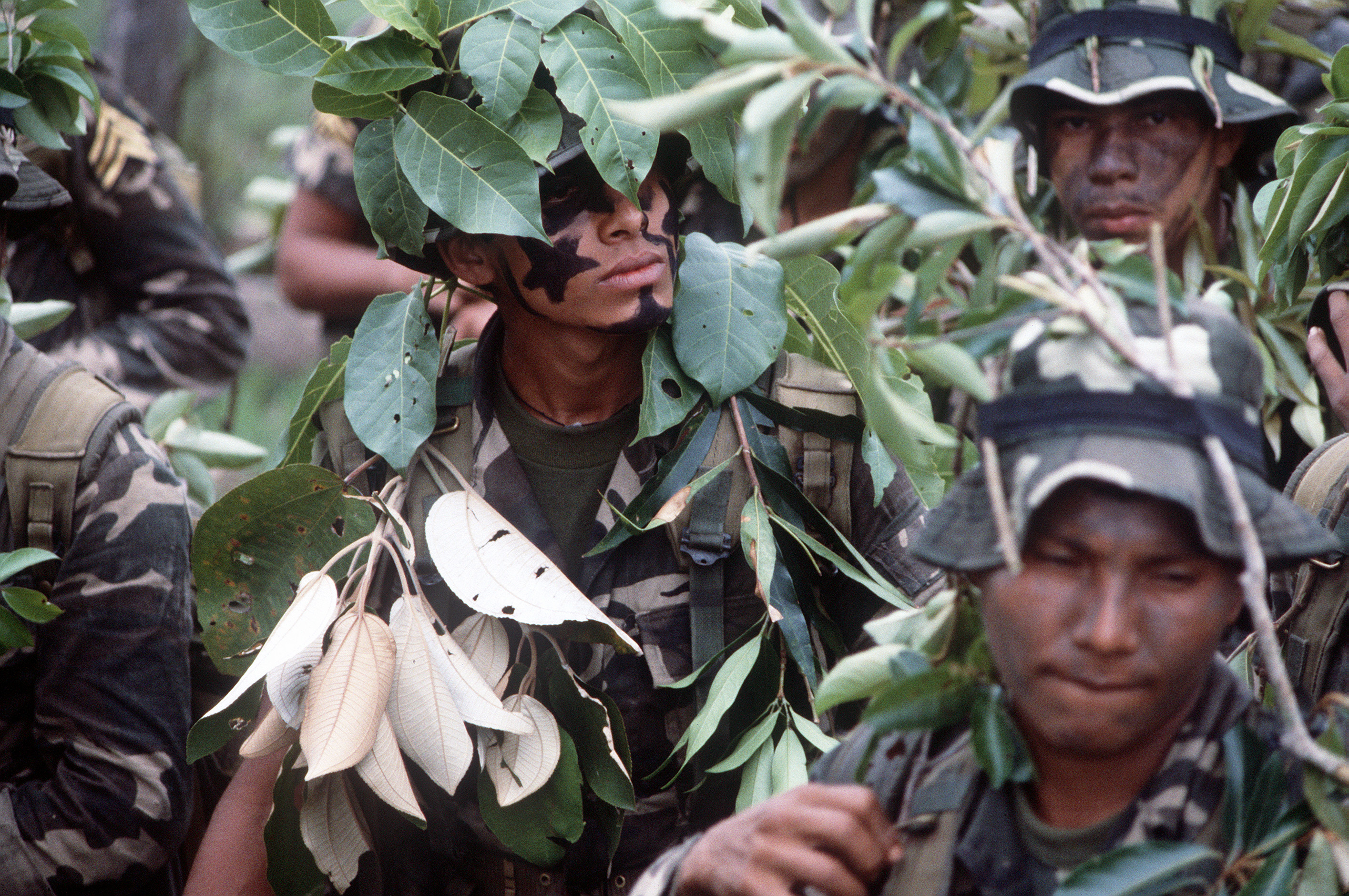
BIRI Atlácatl.

Estado Mayor Conjunto de la Fuerza Armada
El Estado Mayor tiene como misión la conducción de las Ramas Permanentes y de las Unidades de Apoyo de la Fuerza Armada, y asesorar al resto del Alto Mando en todo lo relacionado con el empleo y administración de la institución. El jefe del Estado Mayor Conjunto de la Fuerza Armada es la autoridad de dirección operacional y de asesoría de la Fuerza Armada.
Algunas funciones del Estado Mayor Conjunto son:
- Hacer cumplir las directivas, órdenes e instrucciones que impartan el presidente de la República y comandante general de la Fuerza Armada y el ministro de la Defensa Nacional, en materia de defensa nacional, y mantener actualizados los planes de operaciones;
- Hacer cumplir las disposiciones legales y reglamentarias que conciernan a la Fuerza Armada en general y al Estado Mayor Conjunto en particular;
- Calificar la labor del personal del Estado Mayor Conjunto de la Fuerza Armada y de los jefes de Estado Mayor General de las Ramas Permanentes y del inspector general; y,
- Proponer al ministro de la Defensa Nacional los ascensos, nombramientos, destinaciones, aceptaciones de renuncias y concesiones de licencias a los miembros de la Fuerza Armada.

### Organismo Consultivo
El Organismo Consultivo está conformado por la Junta de jefes de Estado Mayor, y es el ente asesor del Ministro de la Defensa Nacional. La misión de la Junta es asesorar técnicamente al Ministro de la Defensa Nacional, para la elaboración de la política militar y del empleo del poder militar en la defensa nacional, formulando y proponiendo para su aprobación el Plan Estratégico de la Fuerza Armada, determinando el objetivo final de la misma.
El organismo se encuentra integrado por el jefe del Estado Mayor Conjunto de la Fuerza Armada, el jefe del Estado Mayor General del Ejército, el jefe del Estado Mayor General de la Fuerza Aérea, el jefe del Estado Mayor General de la Fuerza Naval y por los asesores que fueren necesarios.

### Organismo Auxiliar
El Organismo Auxiliar está conformado por la Inspectoría General de la Fuerza Armada. Tiene funciones supervisoras y fiscalizadoras de la institución, y depende funcionalmente del Ministerio de la Defensa Nacional y operativamente de la Jefatura del Estado Mayor Conjunto de la Fuerza Armada.

## Ramas Permanentes de la Fuerza Armada

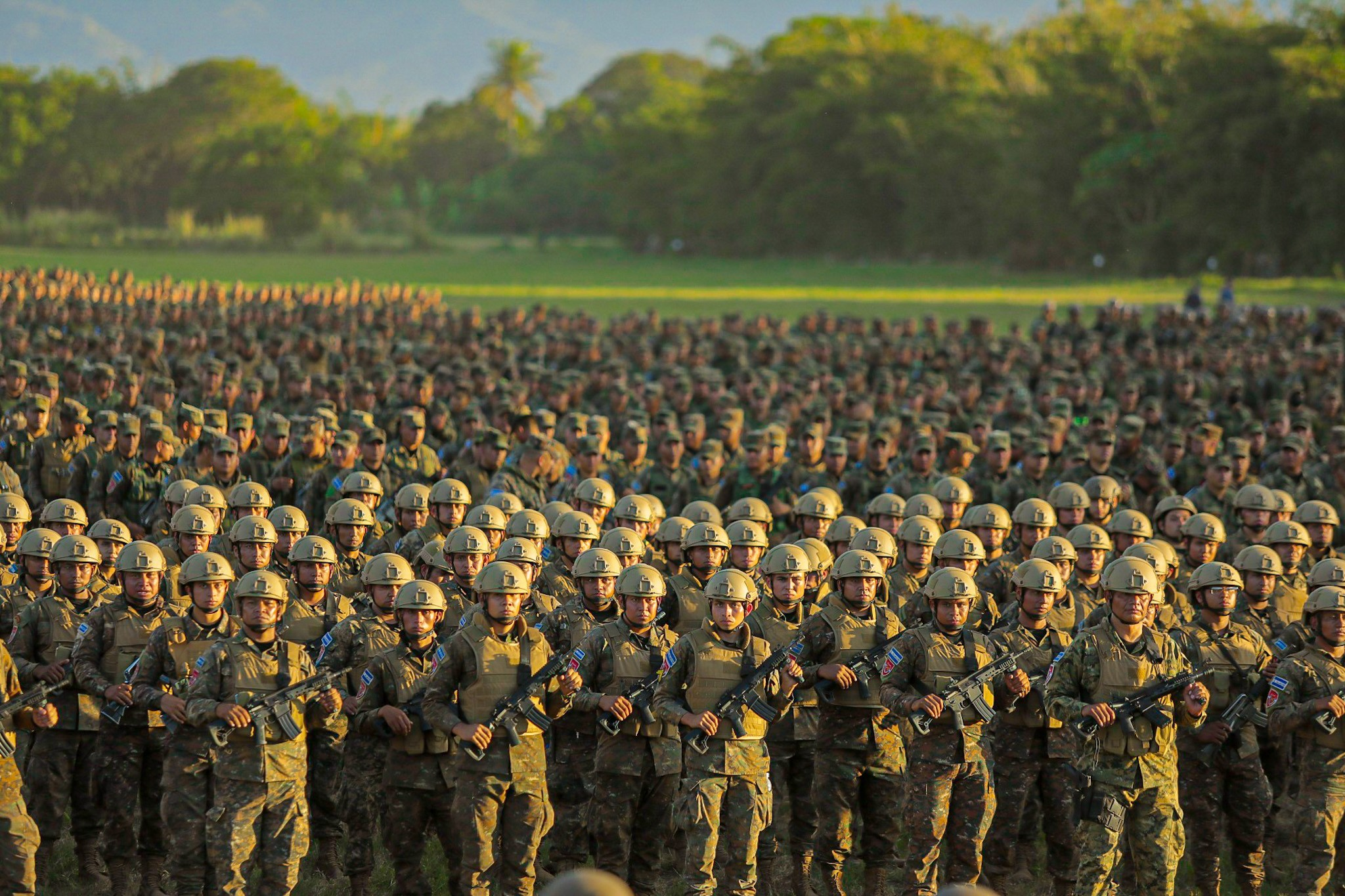
Elementos de la Fuerza Armada de El Salvador.

Ramas Permanentes de la Fuerza Armada son los distintos escalones de encuadramiento, preparación y empleo de las unidades necesarias para el cumplimiento de una misión.
Ejército de El Salvador
El Ejército de El Salvador está compuesto por el Cuartel General, Brigadas, Comandos, Regimientos y Destacamentos Militares de las diferentes armas y servicios, conformados con las tropas de combate, apoyo de combate y apoyo de servicio de combate, necesarias para la ejecución de misiones de carácter terrestre. El mando es ejercido por el jefe del Estado Mayor General del Ejército.
Fuerza Aérea de El Salvador
La Fuerza Aérea de El Salvador está compuesta por el Cuartel General, Bases Aéreas e instalaciones con los medios y servicios necesarios para la ejecución de misiones de carácter aéreo. El mando es ejercido por el jefe del Estado Mayor General de la Fuerza Aérea.
Fuerza Naval de El Salvador
La Marina Nacional de El Salvador está compuesta por el Cuartel General, Flota, Bases Navales, Capitanías de Puerto, Destacamentos Navales y Unidades de Infantería de Marina, necesarios para la ejecución de misiones de carácter naval. El Mando es ejercido por el jefe del Estado Mayor General de la Marina Nacional.

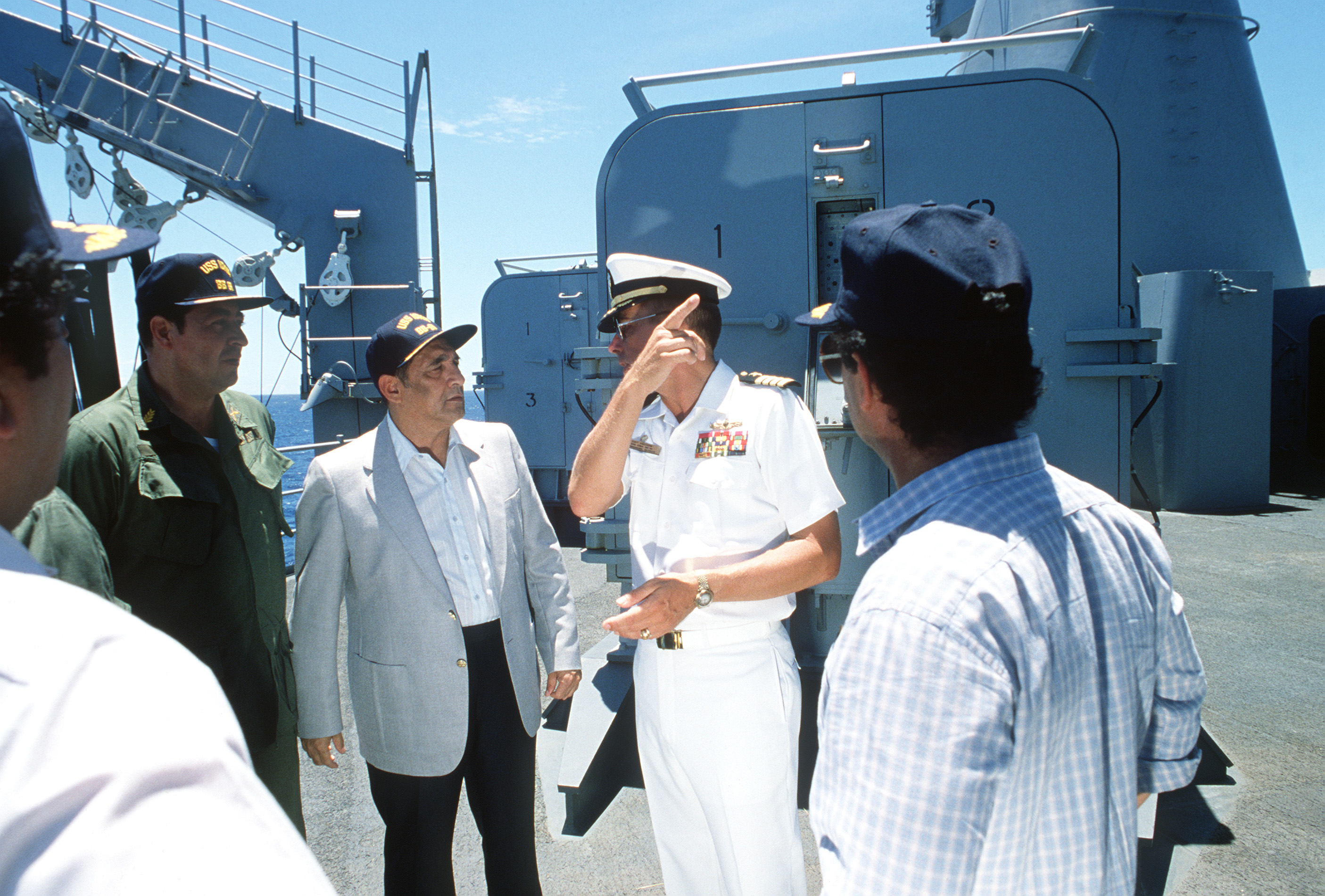
José Napoleón Duarte con Fuerza Naval de El Salvador
(circa 1984)

### Unidades de Apoyo Institucional (UAI)
Las unidades de apoyo proporcionan los medios para que la Fuerza Armada cumpla las misiones a su cargo. Dependen directamente del Estado Mayor Conjunto.
Comando de Doctrina y Educación Militar (CODEM)
Esta unidad tiene como misión organizar, planificar, dirigir y ejecutar las políticas, estrategias, planes, proyectos doctrinarios, educativos y de entrenamiento de la Fuerza Armada, de conformidad a las directivas emanadas del Estado Mayor Conjunto. Tiene a su cargo la formación, el perfeccionamiento y la especialización del personal militar y la coordinación de las actividades académicas de la Fuerza Armada, necesarias para 
el logro de un adecuado grado de educación en todos los niveles de enseñanza.
Comando de Apoyo Logístico de la Fuerza Armada (CALFA)
Esta unidad es responsable de proporcionar los medios de vida y de combate a la Fuerza Armada, y tiene a su cargo la gestión y administración de los recursos necesarios para el cumplimiento de su misión. Son elementos integrantes del Comando de Apoyo Logístico, las Unidades e Instalaciones 
Logísticas necesarias para el cumplimiento de su misión.
Comando de Sanidad Militar (COSAM)
Esta unidad es responsable de proporcionar el apoyo de servicio de combate de sanidad de la Fuerza Armada, tiene a su cargo la dirección y ejecución de los programas de asistencia sanitaria, abastecimiento y mantenimiento de los materiales específicos y de la gestión y administración de los recursos puestos a su disposición. Son elementos integrantes del Comando de Sanidad Militar, las Unidades, Centros Hospitalarios y Centros de 
Enseñanza propios de su naturaleza, estos últimos bajo la coordinación del Comando de Doctrina y Educación Militar.
Brigada Especial de Seguridad Militar (BESM)
Esta unidad es responsable de cumplir las funciones de protección de fronteras y de Policía Militar;  en esta última función la desempeña como órgano auxiliar de la administración de justicia militar. Son elementos integrantes de la Brigada Especial de Seguridad Militar, los Batallones de Protección de Fronteras, los Batallones de Policía Militar y las Unidades de Apoyo necesarias para el cumplimiento de su misión.
Dirección General de Reclutamiento y Reserva (DGRR)
Esta unidad tiene por misión obtener y proporcionar los recursos humanos necesarios para que la Fuerza Armada cumpla con su misión constitucional de reclutamiento.

## Alto Mando de la Fuerza Armada
El Alto Mando de la Fuerza Armada está integrado jerárquicamente por: a) El Presidente de la República y Comandante General de la Fuerza Armada; b) El Ministro de la Defensa Nacional; c) El viceministro de la Defensa Nacional; d) El Jefe del Estado Mayor Conjunto de la Fuerza Armada; y, e) El Subjefe del Estado Mayor Conjunto de la Fuerza Armada.

## Unidades Operativas, Unidades Tácticas y Organismos Asesores del Mando
Unidades Operativas
Las Unidades Operativas son aquellas que por su organización están capacitadas para desarrollar en forma independiente una operación, esto es, una fase o etapa de una campaña militar.  En tiempo de paz tienen el nivel de Unidades Operativas las Brigadas, Comandos, Regimientos y las unidades 
equivalentes de la Fuerza Aérea y de la Fuerza Naval. En tiempo de guerra la organización, misiones y la división territorial de las Unidades Operativas, se establecerá en los planes directivos y ejecutivos. La misión general de las Unidades Operativas es realizar dentro de sus respectivas zonas o sectores de responsabilidad, las actividades necesarias para concretar las tareas que al Ejército, la Fuerza Aérea y la Fuerza Naval les 
establece la Ley Orgánica de la Fuerza Armada.
Unidades Tácticas
Las Unidades Tácticas del Ejército son los Destacamentos, los Centros de Instrucción y los Batallones; las Unidades Tácticas de la Fuerza Aérea son los Grupos de Combate, de Reconocimiento y de Transporte; y las Unidades Tácticas de la Fuerza Naval son las Flotillas de Combate, de Transporte e Hidrográficas. La misión general de las Unidades Tácticas comprende la realización de las actividades necesarias para alcanzar un alto nivel de eficiencia en tiempo de paz y para el cumplimiento de las misiones de su respectivo escalón de encuadramiento, en tiempo de guerra.
Organismos Asesores
Los Organismos Asesores del Mando en el Ejército, Fuerza Aérea y Fuerza Naval, son los respectivos Estados Mayores Generales. Los Organismos Asesores del Mando de las Unidades Operativas son los respectivos Estados Mayores; y los Organismos Asesores del Mando de las Unidades Tácticas son las respectivas Planas Mayores.

## Jerarquías y Grados Militares
De acuerdo a la Constitución de El Salvador, corresponde al Presidente de la República conferir los Grados Militares y ordenar el destino, cargo, o la baja de los Oficiales de la misma. Por su parte, la Ley de la Carrera Militar establece los Organismos Consultivos que asesoran al Alto Mando en cuanto al ejercicio de la Carrera Militar, los cuales son: el Tribunal de Selección para el ascenso a General de Brigada; el Tribunal de Evaluación y Selección; y el Tribunal de Honor.
La carrera militar en El Salvador se inicia cuando se le confiere el grado de Subteniente al ciudadano salvadoreño que ingresa como Cadete a la Escuela Militar "Capitán General Gerardo Barrios", a la Escuela de Aviación "Capitán P.A. Guillermo Reynaldo Cortez" o a la Escuela Naval . Para el personal que cumple el servicio militar que establece la Constitución de la República, la carrera militar se inicia cuando el elemento de tropa obtiene el grado de sargento dentro de la jerarquía de suboficiales y es inscrito en el escalafón respectivo conforme al Reglamento de la Ley de la Carrera Militar.
El grado militar se adquiere y se conserva personalmente en propiedad y de por vida, sin que se pueda privar de él sino por condena judicial que conlleve la destitución militar, o por renuncia voluntaria. La estructura jerárquica de la Fuerza Armada está constituida por grados militares, de acuerdo al orden y equivalencias siguientes:
| \| Grados Militares \| Ejército \| Fuerza Aérea \| Marina Nacional \| \| --------------------- \| ----------------------------------------------------------------------------------------- \| -------------------------------------------------------------------------------------------------------------- \| ----------------------------------------------------------------------- \| \| Oficiales Generales \| General de Ejército General de División General de Brigada \| General del Aire General de Aviación General de Brigada Aérea \| Almirante Vicealmirante Contralmirante \| \| Oficiales Superiores \| Coronel o Subrigadier Teniente coronel Mayor \| Coronel Teniente coronel Mayor \| Capitán de Navío Capitán de Fragata Capitán de Corbeta \| \| Oficiales subalternos \| Capitán Teniente Subteniente \| Capitán Teniente Subteniente \| Teniente de Navío Teniente de Fragata Teniente de Corbeta \| \| Suboficiales \| Sargento Mayor de Brigada Sargento Mayor Primero Sargento Mayor Sargento Primero Sargento \| Sargento Mayor de Brigada Aérea TA Sargento Mayor Primero TA Sargento Mayor TA Sargento Primero TA Sargento TA \| Maestre Mayor Maestre Primero Maestre Sargento Primero Sargento Maestro \| \| Tropa \| Subsargento Cabo Soldado \| Subsargento TA Cabo TA Aerotécnico \| Subsargento Maestro Cabo Maestro Timonel Marinero \| TA= Técnico de Aviación |                                                                                           | |                                                                         |
| Grados Militares | Ejército                                                                                  | Fuerza Aérea                                                                                                   | Marina Nacional                                                         |
| Oficiales Generales | General de Ejército General de División General de Brigada                                | General del Aire General de Aviación General de Brigada Aérea                                                  | Almirante Vicealmirante Contralmirante                                  |
| Oficiales Superiores | Coronel o Subrigadier Teniente coronel Mayor                                              | Coronel Teniente coronel Mayor                                                                                 | Capitán de Navío Capitán de Fragata Capitán de Corbeta                  |
| Oficiales subalternos | Capitán Teniente Subteniente                                                              | Capitán Teniente Subteniente                                                                                   | Teniente de Navío Teniente de Fragata Teniente de Corbeta               |
| Suboficiales | Sargento Mayor de Brigada Sargento Mayor Primero Sargento Mayor Sargento Primero Sargento | Sargento Mayor de Brigada Aérea TA Sargento Mayor Primero TA Sargento Mayor TA Sargento Primero TA Sargento TA | Maestre Mayor Maestre Primero Maestre Sargento Primero Sargento Maestro |
| Tropa | Subsargento Cabo Soldado                                                                  | Subsargento TA Cabo TA Aerotécnico                                                                             | Subsargento Maestro Cabo Maestro Timonel Marinero                       |

## Condecoraciones Militares
Medallas de la Fuerza Armada de acuerdo a la Ley de Condecoraciones Militares:
| Condecoración                               | Méritos |
| ------------------------------------------- | --- |
| Cruz de Oro al Heroísmo en Acción de Guerra | Unidades Militares, Cuerpos de Seguridad Pública o los miembros de estas y civiles, que con riesgo de su vida o sacrificio excepcional, ejecuten actos de valor heroico en acción de guerra. |
| Cruz de Plata al Heroísmo                   | Unidades Militares, Cuerpos de Seguridad Pública o los miembros de estas y civiles que en casos de desastre o calamidad pública, vayan más allá del cumplimiento del deber. |
| Medalla de Oro al Valor en Acción de Guerra | Unidades Militares, Cuerpos de Seguridad Pública o los miembros de estas y civiles que en cumplimiento de su deber en acción de guerra expongan su vida actuando con arrojo excepcional. |
| Medalla de Plata al Valor                   | Unidades Militares, Cuerpos de Seguridad Pública o los miembros de estas y civiles que en cumplimiento de su deber en casos de desastre o calamidad pública, expongan su vida actuando con arrojo excepcional. |
| Medalla de Oro al Servicio en Campaña       | Unidades Militares y Cuerpos de Seguridad Pública que se distingan en combate. |
| Placa de Plata al Servicio en Campaña       | Individuos que presten servicios eficientes a las Unidades Militares y Cuerpos de Seguridad Pública, en tiempo de guerra. |
| Medalla de Oro por Servicios Distinguidos   | Miembros de la Fuerza Armada Salvadoreña que le den prestigio dentro o fuera de la República, en los campos: Profesional, Docente o Diplomático y los Militares de Naciones amigas, cuando sus servicios hayan contribuido a estrechar las relaciones con la Fuerza Armada de su país de origen o en forma eficiente, al desenvolvimiento cultural de la Institución Armada. |
| Medalla de Oro al Mérito                    | Oficiales de la Fuerza Armada y de los Cuerpos de Seguridad Pública, que en cumplimiento de su deber en los campos técnico, docente o académico, se desempeñen en forma sobresaliente, dando con ello prestigio a la Institución Armada. |
| Medalla de Plata al Mérito                  | Individuos de tropa y las personas civiles al servicio de la Fuerza Armada, o de los Cuerpos de Seguridad Pública, que en cumplimiento de su deber, se desempeñen en forma sobresaliente dando prestigio a la Institución. |
| Medalla de Oro a la Perseverancia           | Militares que perseveren al servicio de la Fuerza Armada por un período de veinticinco años o en la docencia en centros militares por un lapso no menor de quince. |
| Medalla de Plata a la Perseverancia         | Militares que perseveren al servicio de la Fuerza Armada por un período de veinte años o en la docencia en centros militares por un lapso no menor de diez. |

Corresponde a la Asamblea Legislativa otorgar, a iniciativa del Poder Ejecutivo en el Ramo de Defensa, las Condecoraciones Militares siguientes: Cruz de Oro al Heroísmo en Acción de Guerra; Cruz de Plata al Heroísmo; Medalla de Oro al Valor en Acción de Guerra; Medalla de Plata al Valor; Medalla de Oro al Servicio en Campaña; y Placa de Plata al Servicio en Campaña.
Mientras, al presidente de la República y comandante general de la Fuerza Armada, corresponde otorgar las Condecoraciones Militares siguientes: Medalla de Oro por Servicios Distinguidos; Medalla de Oro al Mérito; Medalla de Plata al Mérito; Medalla de Oro a la Perseverancia; y Medalla de Plata a la Perseverancia; a propuesta del Ministerio de Defensa y previa calificación del Tribunal de Condecoraciones.
Las condecoraciones, Cruz de Oro al Heroísmo en Acción de Guerra y Medalla de Oro al Valor en Acción de Guerra, cuando sean otorgadas a miembros de la Fuerza Armada o de los Cuerpos de Seguridad Pública, llevarán como recompensa complementaria el Montepío Militar o Pensión Militar, aquel cuando se confiera póstumamente y esta cuando el condecorado quede incapacitado a consecuencia de la acción por la cual se le condecoró; esto último procede cuando el agraciado no tenga derecho a pensión militar de conformidad con la Ley respectiva.
Por otra parte, cuando la condecoración se imponga a una Unidad Militar, deberá colocarse en su respectiva bandera o estandarte.

## Olimpiadas Militares
El Salvador ha participado en todas las ediciones de las Olimpiadas Militares, El Salvador fue el primer país sede de tan importante evento, en donde participan 21 países: Antigua y Barbuda, Barbados, Belice, Canadá, Chile, Colombia, Costa Rica, República Dominicana, El Salvador, Estados Unidos de América, Guatemala, Haití, Honduras, Jamaica, Panamá, Paraguay, Perú, San Cristóbal y Nieves, Surinam, Trinidad y Tobago y Uruguay. Norte, centro y sur América participarán unidos en las Olimpiadas Militares más grandes de la región, en la ejecución de pruebas de aptitud física, destrezas, así como ejercicios combinados y un salto de paracaidismo multinacional, con el propósito de medir el nivel de alistamiento operacional de las unidades de contraterrorismo de los países participantes y el Seminario Internacional de Fuerzas Especiales.
Cabe destacar que de las 10 ediciones de las Olimpiadas Militares El Salvador se ha llevado 2 veces el primer lugar, damos un resumen: Los Ejercicios Fuerzas Comando se realizan desde 2004, ocasión en la que El Salvador fue sede y se quedó en el primer lugar. Desde ese año los primeros lugares los obtuvieron países como Colombia 2005, 2006, 2007, 2008, Brasil 2009, El Salvador 2011 y nuevamente Colombia 2012, 2013 y 2014.